# Jimmie Strimell

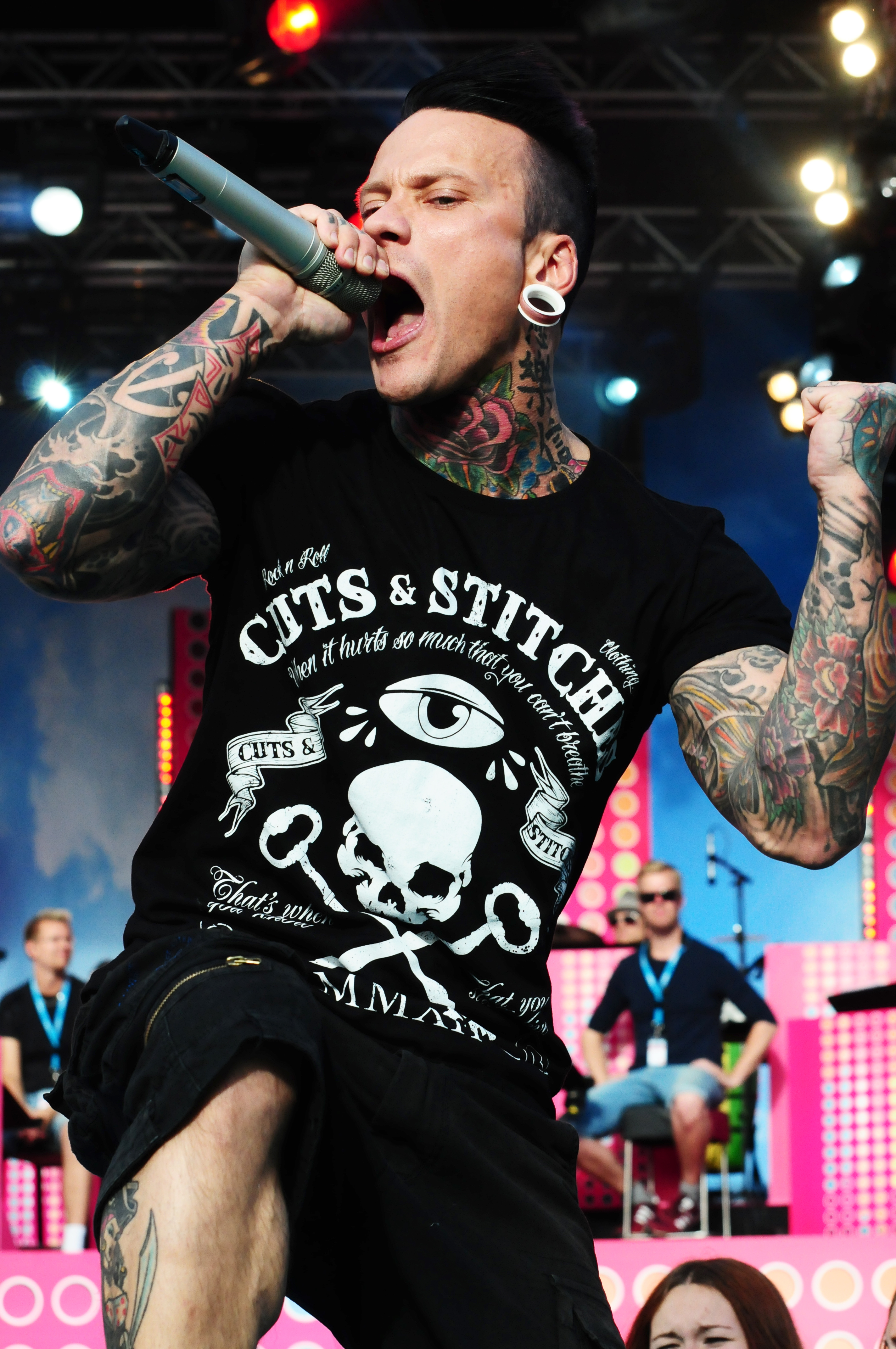
Jimmie Strimell, 2012

Jimmie Strimell (* 3. Dezember 1980 in Göteborg) ist ein schwedischer Sänger und Songwriter. Er wurde vor allem als Frontmann von Dead by April bekannt. Weiterhin war er in den Bands Nightrage, Cipher System, DeathDestruction, The End of Grace und Ends With a Bullet aktiv.
Geboren und aufgewachsen ist er in Göteborg, wo er heute noch mit seinen zwei Söhnen und seiner Freundin lebt.

## Leben als Sänger

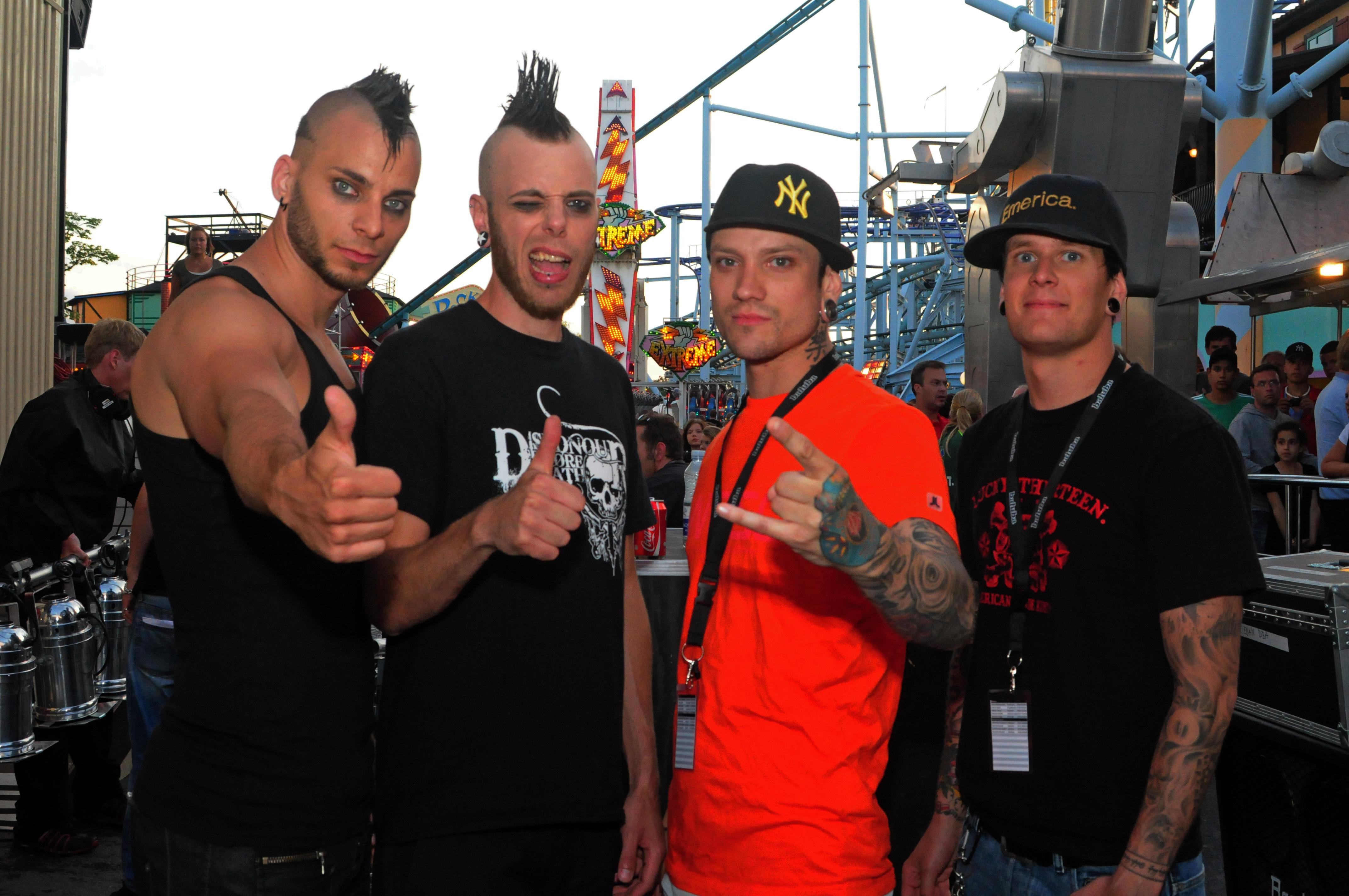
Jimmie Strimell (in Orange) mit Dead by April

### Musikalische Anfänge (2004–2007)
Im Jahr 2004 trat Jimmie Strimell der im gleichen Jahr gegründeten Band Death Destruction bei. Der Titel der Band bezieht sich nach eigener Aussage auf den Hass. Strimell ist der zweite Sänger in der Bandgeschichte. Der ehemalige Sänger Rikard Zander wollte sich auf seine Band Evergrey konzentrieren, aus der DeathDestruction als Nebenprojekt entstanden war. Die in Göteborg gegründete Metalband veröffentlichte ihr erstes Studioalbum im August 2011. Im Juni 2012 verließ er die Band.
Im Jahr 2005 trat Jimmie Strimell der Band Nightrage als Sänger bei, da der ehemalige Frontmann keine Zeit mehr für die Band aufbringen konnte. Kurz danach traten auch Alexander Svenningson und Henric Carlsson, die späteren Gründungsmitglieder von Dead by April, Nightrage bei. Nach Erscheinen des dritten Albums A New Disease Is Born im Jahr 2007 verließen die drei die Band und gründeten Dead by April.
Zwischen 2005 und 2007 war Jimmie Strimel auch Frontmann der Band Cipher System.

### Dead by April (2007–2013 und 2017–2020)
Die Band Dead by April widmet sich einer mehr vom Pop beeinflussten Form des Metalcore und Alternative Metal. Jimmie Strimell war von 2007 bis 2013 der Frontsänger der Band. Während dieser Zeit erwies sie sich als seine bis heute bekannteste Band. Im Jahr 2009 erschien ihr Debütalbum Dead by April. Nach kleineren Umbauten der Bandmitglieder erschien am 21. September 2011 das zweite Studioalbum Incomparable. Während der Aufnahmen des dritten Studioalbums und der Veröffentlichung ihrer ersten Live-DVD verkündeten die restlichen Bandmitglieder am 18. März 2013, dass Jimmie nicht mehr Teil von Dead by April sei. Bis zu seinem Austritt war Strimell neben Pontus Hjelm als Komponist der Band tätig. Im Mai 2017 schloss er sich erneut Dead By April an und wurde 2020 aufgrund seiner Drogenabhängigkeit durch Christopher Kristensen von der Band Demotional ersetzt.

### The End of Grace
Im November 2012 gründete Strimell mit Jimmy Bergman, Robert Silentrobb Karlsson, Marcus Rosell und Sulan Von Zoomlander die Band The End of Grace. Es entstanden nur wenige Titel für die noch unfertige EP, bevor Jimmie Strimmel und Robert Silentrobb Karlsson die Band wegen unvorhergesehener Ereignisse wieder verließen. Ersetzt wurden sie durch Kriss Panic und Ferbie Chez.

### Projekte nach Dead by April (seit 2013)
Am 14. April 2013 wurde über seine Facebook Fanpage bekannt, dass er der Band Ends with a Bullet beigetreten ist. Am gleichen Tag wurde auf Youtube ein Teaser der Band veröffentlicht. Zusammen mit den anderen Mitgliedern verbrachte Strimell ein Jahr im Studio, bis schließlich am 13. August 2014 das Debütalbum "Twenty Seven" erschien. Kurz vor dessen Veröffentlichung hat er die Band jedoch verlassen.
Am 13. Februar 2015 wurde bekannt gegeben, dass Strimell neuer Frontman der schwedischen Metalcore-Band My Collapse ist.

## Diskografie

### Death Destruction
- 2004: Demo (Eigenproduktion)
- 2011: DeathDestruction (Erstes Studioalbum)

### Nightrage
- 2007: A New Disease Is Born (Lifeforce Records)

### Dead by April
- 2009: Dead by April
- 2011: Incomparable

### The End of Grace
- 2012: Metal Mulisha (single)

### Ends With a Bullet
- 2014: Twenty Seven

### My Collapse
- 2015: Ghosts (single)

### Gastbeitrag
- 2006: Dragonland: Astronomy (Gastgesang bei Antimatter und Direction: Perfection)